# Гемюнден (Вестервальд)
Гемюнден (нем. Gemünden) — община в Германии, в земле Рейнланд-Пфальц.
Входит в состав района Вестервальд. Подчиняется управлению Вестербург. Население составляет 1035 человек (на 31 декабря 2010 года). Занимает площадь 5,19 км².